# Rollkur
Rollkur – w jeździectwie kontrowersyjna metoda treningu koni, kojarzona głównie z ujeżdżeniem, a szerzej upubliczniona po raz pierwszy w latach osiemdziesiątych XX wieku w niemieckich mediach, kiedy to sfotografowano podczas stosowania techniki zbliżonej do dzisiejszego rollkuru, utytułowaną zawodniczkę ujeżdżeniową. Metoda ta stosowana bywa przez wielu jeźdźców z międzynarodowej czołówki. Samo określenie „rollkur” zostało stworzone przez niemieckie pismo branżowe „St. Georg” w nawiązaniu do „zrolowanej” szyi konia. 

## Definicja
Międzynarodowa Federacja Jeździecka (FEI) w swoich oficjalnych dokumentach preferuje, mniej obciążone negatywnymi konotacjami, słowo „hiperfleksja”. Robocza definicja rollkuru / hiperfleksji, zaproponowana podczas przeprowadzonego w 2006 roku z ramienia FEI sympozjum, brzmi jak następuje:
"Hiperfleksja szyi jest techniką pracy / treningu, polegającą na wzdłużnym wygięciu środkowej części szyi konia. Pozycji tej koń nie jest w stanie utrzymać samodzielnie przez dłuższy czas, bez negatywnych konsekwencji w zakresie dobrostanu. [...]
Trzeba zdawać sobie sprawę, że hiperfleksja jako pomoc treningowa musi być stosowana prawidłowo, ponieważ w wykonaniu niedoświadczonego / niewykwalifikowanego jeźdźca czy trenera technika ta może stać się znęcaniem się [nad koniem]."

## Stanowisko FEI

### 2006: Sympozjum w Lozannie
Stanowisko Międzynarodowej Federacji Jeździeckiej wydawało się być niejednoznaczne. Owocem sympozjum w Lozannie było mianowicie oświadczenie mówiące o braku szkodliwości hiperfleksji, pod warunkiem, że jest ona wykonywana „poprawnie”:
„Dowody przedstawione podczas sympozjum wskazują, że w doświadczonych rękach nie dochodziło do ewidentnych nadużyć, naruszenia dobrostanu czy klinicznych efektów ubocznych, powiązanych ze stosowaniem hiperfleksji. Jeśli jednak nie stosuje się jej prawidłowo, istnieją poważne obawy, iż dobrostan konia jest poważnie naruszany oraz mogą wystąpić kliniczne problemy zdrowotne, negatywnie wpływające na dobrobyt konia i jego możliwości ruchowe.”

### 2008: Power and Paint
Jednak już w 2008 roku afera wokół kuca Power and Paint  skłoniła tę organizację do wydania poszerzonego oświadczenia, w którym dystansowała się ona od rollkuru:
„Nie są znane kliniczne efekty uboczne wynikające z zastosowania hiperfleksji, jednak dobrobyt konia jest poważnie naruszony, jeśli technikę tę stosuje się nieprawidłowo. FEI potępia stosowanie hiperfleksji w całym sporcie jeździeckim jako przykład psychicznego znęcania się nad koniem. FEI oświadcza, że nie popiera tej praktyki.”
Warto odnotować też, że podczas wzmiankowanego sympozjum, wielu biorących w nim udział lekarzy weterynarii i naukowców zgłaszało wątpliwości i konieczność przeprowadzenia dalszych badań.

### 2009: List otwarty do FEI
Mimo zaostrzonego stanowiska FEI, nadużycia na rozprężalniach nie należały do rzadkości, jak pokazały kontrowersje wokół szwedzkiego zawodnika ujeżdżeniowego Patricka Kittela. Mimo iż FEI oczyściła zawodnika z zarzutów, na 9 lutego 2010 zaplanowano ponowne obrady dotyczące hiperfleksji. 

3 lutego 2010 list otwarty do FEI z żądaniem zakazania rollkuru, podpisany przez wielu renomowanych jeźdźców, skierował Klaus Balkenhol.
Jednoznacznie przeciwko hiperfleksji wypowiedziało się również British Horse Society oraz Deutsche Reiterliche Vereinigung/FN (Niemiecki Związek Jeździecki).

### 2010: Konferencja w Lozannie
9 lutego 2010 roku FEI wydała oświadczenie prasowe, podsumowujące konferencję przy okrągłym stole w Lozannie. Brzmi ono jak następuje:
„Po debacie prowadzonej w konstruktywnej atmosferze podczas konferencji przy okrągłym stole, która odbyła się w dniu dzisiejszym (9 lutego) w siedzibie Międzynarodowego Komitetu Olimpijskiego w Lozannie, grupa uzgodniła, że nieakceptowana jest żadna pozycja głowy i szyi konia uzyskana agresywnie i siłowo. Grupa zmieniła definicję hiperfleksji/ rollkuru na następującą: wygięcie szyi konia uzyskane z wykorzystaniem agresywnej siły – i w związku z tym nie do przyjęcia. Technika znana jako LDR (Low, Deep and Round – nisko, głęboko i w zaokrągleniu), dzięki której uzyskuje się zgięcie bez zastosowania nadmiernej siły, jest dopuszczalna.
Grupa jednogłośnie stwierdziła, że każda postać agresji w jeździectwie musi spotkać się z konsekwencjami. FEI utworzy grupę roboczą, na której czele stał będzie Frank Kemperman, Przewodniczący Komitetu ds. Ujeżdżenia. Grupa ta ma rozszerzyć aktualne wytyczne dla stewardów, co ma ułatwić wprowadzenie niniejszej polityki w życie. Uczestnicy spotkania ustalili, że aktualne przepisy FEI nie ulegną zmianie.
Uczestnicy spotkania podkreślili również, że największy ciężar odpowiedzialności za dobrostan konia spoczywa w rękach jeźdźca.
Przewodnicząca FEI, księżniczka Haja, przyjęła petycję przeciw rollkurowi, podpisaną przez 41000 sygnatariuszy, a przedstawioną przez dr. Gerda Heuschmanna.”

## Kontrowersje
Biomechaniczne i psychofizyczne aspekty hiperfleksji stosowanej w ruchu pozostają przedmiotem rozlicznych kontrowersji. Koń poddany hiperfleksji zmuszony jest do skrajnego przeganaszowania – dotyka on niemal pyskiem swojej piersi, co prowadzi do maksymalnego napięcia więzadła karkowego. Wbrew klasycznym zasadom ujeżdżeniowym i wytycznym samej FEI, linia czoła i nosa znajduje się daleko poza pionem, a najwyższym punktem nie jest potylica, a okolice trzeciego kręgu szyjnego.
Według zwolenników tej metody przyjęcie pozycji określanej również „low round and deep”, czyli „nisko, w zaokrągleniu i głęboko”, sprawia, że koń w pożądany sposób uwypukla grzbiet. Dodatkowo poruszanie się w tej pozycji pod jeźdźcem jest utrudnione, zatem gdy na czworoboku pozwala się w końcu koniowi unieść głowę, wykonywanie poszczególnych elementów przychodzi mu z łatwością. 
Kolejnym aspektem hiperfleksji jest pasażujący, zawieszony kłus oraz spektakularna akcja przednich nóg, występująca u trenowanych w ten sposób koni. Celem stosowania tej metody jest również uzyskanie bezwzględnie posłusznego, pozostającego cały czas pod kontrolą jeźdźca, konia.
Prezentowane jako zalety hiperfleksji aspekty budzą jednakże szereg wątpliwości. Z biomechanicznego punktu widzenia napinanie więzadła karkowego (l. nuchae) prowadzi do usztywnienia grzbietu, co pozbawia konia możliwości zamortyzowania ciężaru jeźdźca w prawidłowy sposób, a także uniemożliwia poprawną pracę tylnych kończyn i podstawienie zadu wraz z ugięciem zespołu stawów biodrowo-kolanowych, za czym idzie silne zużycie aparatu ruchowego. Większość ciężaru spoczywa na kończynach piersiowych. W dodatku ten obszar więzadła karkowego, który w hiperfleksji ulega największemu napięciu, jest zarazem najsłabszą jego częścią, co pociąga za sobą znaczne ryzyko urazów. 
Widowiskowa akcja przednich nóg, budząca entuzjazm publiczności i sędziów, wiąże się ze skróceniem mięśnia odpowiedzialnego za wysuwanie kończyny piersiowej do przodu, tj. mięśnia ramienno-głowowego (m. brachiocephalicus). Co za tym idzie, konie trenowane w hiperfleksji w rzeczywistości nie spełniają podstawowych warunków stawianych koniowi ujeżdżeniowemu. Inne badania dowodzą, że "przeganaszowanie", szczególnie w tak skrajnej postaci, powoduje zmiany zwyrodnieniowe w okolicy potylicznej, a także znacznie utrudnia oddychanie. O poważnych utrudnieniach w oddychaniu świadczą również badania przeprowadzone w niemieckim Instytucie Hipologicznym (Graf-Lehndorff-Institut für Pferdewissenschaften) przy Państwowym Stadzie Ogierów w Neustadt-Dosse za pomocą nowatorskiego endoskopu, pozwalającego na badanie konia w ruchu.
Dodatkowo, w chwili gdy nos konia znajduje się poza pionem, silnemu ograniczeniu ulega pole i ostrość widzenia. To, oraz uniemożliwienie koniowi używania szyi do przywrócenia zaburzonej równowagi, jak to się dzieje na swobodzie, jest dla konia porównywalne z atakiem drapieżnika, wywołuje silną reakcję stresową i zapewnia jeźdźcowi całkowitą nad nim kontrolę. Nienaturalna pozycja i liczne bodźce bólowe w połączeniu z niemożnością ucieczki bądź zmiany stanu na neutralny – niezależnie od wysyłanych przez konia sygnałów jego sytuacja nie ulega zmianie – prowadzą w końcu do wytworzenia tzw. wyuczonej bezradności.
W tym kontekście warto także zwrócić uwagę na badania dotyczące rollkuru przeprowadzone na University of Guelph w Ontario oraz badania dotyczące poziomu stresu u koni wierzchowych, przeprowadzone na Université de Rennes 1. W tym ostatnim przypadku wśród 67 badanych koni największa częstotliwość zachowań spowodowanych stresem wystąpiła u koni ujeżdżeniowych.